# Pelyül-Kloster
| Tibetische Bezeichnung                   |
| ---------------------------------------- |
| Tibetische Schrift: དཔལ་ཡུལ་དགོན་པ།        |
| Wylie-Transliteration: dpal yul dgon pa  |
| Offizielle Transkription der VRCh: Baiyü |
| THDL-Transkription: Pelyül               |
| Andere Schreibweisen: Palyul, Palyül     |
| Chinesische Bezeichnung                  |
| Traditionell: 白玉寺                     |
| Vereinfacht: 白玉寺                      |
| Pinyin:Báiyù Sì                          |

Das Pelyül-Kloster (tib.:  dpal yul dgon pa; chin. Báiyù Sì 白玉寺) ist das Gründungskloster der Pelyül-Schule, einer Unterschule der Nyingma-Schule des tibetischen Buddhismus. Das Pelyül-Kloster zählt neben Kathog, Mindrölling, Dzogchen, Shechen und Dorje Drag zu den sogenannten „Sechs großen Sitzen“ der Nyingma und war einer der fünf großen Opfertempel des Dege Tusi.
Es befindet sich im gleichnamigen Kreis Pelyül (Baiyü) in Karze (Garzê) in Sichuan. Es wurde 1675 von Rigdzin Künsang Sherab (1636–1699) gegründet, das Kloster ist der Sitz des Namchö Terma des Tertön Migyur Dorje (1645–1667). Seine Heiligkeit Penor Rinpoche war der 11. Thronhalter der Pelyül-Linie. Nach seinem Tod im März 2009 wurde der 5. Karma Kuchen 12. Thronhalter.
Hinsichtlich der Unterweisung und Praktizierung der exoterischen und esoterischen Lehren unterschied es sich von anderen Nyingmapa-Klöstern, weil es in den Ritualen mit der Unterschule Martshangpa (smar tshang pa) der Phagdru-Kagyü-Schule in Verbindung stand.

## Pelyül-Thronhalter
- 1. Rigdzin Kunzang Sherab (1636–1699)
- 2. Pema Lhundrub Gyatso
- 3. Pema Norbu Rinpoche (1679–1757)
- 4. Karma Chöpbel Zangpo (1. Karma Kuchen)
- 5. Drenchog Karma Lhawang & Togden Karma Dondam
- 6. Gyurme Nyedon Tenzin (2. Karma Kuchen)
- 7. Pema Dongak Tendzin (1. Gyaltrul, geb. 1830)
- 8. Dongak Chokyi Nyima (3. Karma Kuchen)
- 9. Rigdzin Palchen Düpa (2. Drubwang Pema Norbu, 1887–1938)
- 10. Karma Thekchog Nyingpo (4. Karma Kuchen)
- 11. Thupten Lekshe Chokyi Drayang (3. Drubwang Pema Norbu) (vgl. „Penor Rinpoche“)
- 12. 5. Karma Kuchen